# Промышленность КНР
Промышленность Китайской Народной Республики (КНР) — важнейший и наиболее динамично развивающийся сектор экономики страны (которая, с начала XXI века, является первой мировой индустриальной сверхдержавой по объёмам промышленного производства, а также космической и ядерной державой), приносит около 46,6 % ВВП страны.
Рост промышленного производства составил 12,9 % в 2007 (22,9 % в 2006).

## Общая характеристика
На сегодняшний день промышленность КНР представлена 360 отраслями. Наряду с традиционно развитыми отраслями (текстильной, угольной, чёрной металлургии) возникли и такие новые отрасли промышленности, как нефтедобывающая, нефтеперерабатывающая, химическая, фармацевтическая, автомобильная, авиационная, космическая, электронная.
Также, обширная индустрия копий, подделок и контрафакта, под мировые бренды.
Особенностью промышленности Китая является то, что, несмотря на богатые природные ресурсы, развитие добывающих отраслей в целом отстаёт от обрабатывающих отраслей.
За последние 50 лет в Китае построено более 370 тыс. новых промышленных предприятий и он занимает первое место в мире по количеству фабрик и заводов.
Бо́льшая часть китайских фабрик и заводов расположена в основных индустриальных центрах страны, и сосредоточена в осн. в восточных и приморских провинциях: Ляонине, Шаньдуне, Гуандуне, Цзянси, Чжэцзяне, Фуцзяне, Аньхое, Цзянси и др., а также в Шанхае, Тяньцзине, Чунцине и Гонконге.
Для Китая характерна кластерная организация промышленного производства.
Так, большая часть производителей печатной и канцелярской продукции сконцентрированы в двух уездах провинции Чжэцзян к югу от Шанхая: Цаннань города Вэньчжоу и в Нинхай города Нинбо. В том же Вэньчжоу располагаются многие производители замков (район Оухай),
а в уезде Пиньян производят упаковочные пластиковые пакеты.
В уездах в окрестностях Вэньчжоу действует крупнейший в мире обувной кластер.
Уезд Гучжэн города Чжуншань провинции Гуандун недалеко от Гонконга известен производством светильников.
В районе Хуаду на севере Гуанчжоу образовался автомобильный кластер, а в уезде Шилин — мировой центр производства сумок.
Китай постоянно делает шаги по привлечению иностранных инвестиций. Они включают в себя: налоговые каникулы, льготные импортные тарифы, облегчения правил приёма и увольнении иностранного персонала.
В Китае созданы самые крупные в мире автокраны, крупнейший в мире гидросамолёт (AG600), самый высокий лифт, самые длинные мосты.

## История
После провозглашения КНР в 1949 году в стране в течение короткого времени была проведена индустриализация, что дало возможности для быстрого роста промышленности. Тем не менее, ещё около тридцати лет темпы экономического роста в Китае были достаточно медленными.
Лишь начиная с 1979 г. Китай взял курс на переход от закрытого общества к открытому, в расчёте на приток иностранных инвестиций в страну, для модернизации и развития промышленного производства. Географическая близость Гонконга была основным преимуществом для иностранных компаний, которые начали размещать в Китае трудоёмкие сборочные производства, ориентированные на экспорт.
Для стимулирования инвестиций китайское правительство создало четыре особые экономические зоны: Шанхай, Чжухай, Шаньтоу и Хайкоу, куда и направились потоки прямых иностранных инвестиций Гонконга, Тайваня и США.
В 1984 г. было открыто 14 прибрежных городов и портов. Западные инвесторы получили возможность выхода на крупные внутренние рынки Китая.
В 1985 г. в Китае было открыто ещё 18 городов, которые имели избыток дешёвой рабочей силы и где располагалось производство первичных и перерабатывающих отраслей экономики. Это повлекло перемещение целых заводов и современных производственных комплексов ТНК в данные регионы, модернизацию местных предприятий.
В 1986 г. китайское правительство выпустило список из 22 положений, направленных на улучшение инвестиционного климата. Были открыты специальные обменные пункты для инвесторов, которые имели возможность купить здесь твёрдую валюту и импортное сырьё.
В 1985—1986 гг. на эти города приходилось 23 % промышленного производства и 40 % экспорта Китая.
В 1990 г. введена новая корпоративная политика[прояснить], вступили в действие нормативные акты о защите авторских прав. Это активизировало инвестиции из Японии, США и Западной Европы.
С 1992 г. в Китае проводятся мероприятия, направленные на либерализацию сферы услуг и предпосылок для вступление в ВТО. Вследствие чего были открыты ранее закрытые сектора экономики: недвижимость, транспорт, телекоммуникации, розничная торговля и т. д.
В 1995 г. принят закон, позволяющий иностранным компаниям создавать холдинги.

## Лёгкая промышленность
В лёгкой промышленности ведущую роль играют текстильная и пищевая отрасли, на которые приходится более 21 % от всей промышленной продукции.
Текстильная промышленность представлена 23,3 тыс. предприятиями.
Пищевая промышленность имеет более 65,5 тыс. предприятий, больше развита на юго-западе страны.
С середины 1980-х гг. было достигнуто обеспечение населения продовольствием. Сегодня фрукты, рыба, морепродукты экспортируются (основной рынок сбыта продовольствия — страны СНГ, особенно Дальневосточный регион России, обеспеченный китайским продовольствием на 44 %). Кроме того, ведущим сельскохозяйственным продуктом экспорта является хлопок. Большинство китайских фабрик по переработке хлопка и продукции животноводства расположены на северо-западе страны, фабрики и заводы бумажной, сахарной и масломолочной промышленности находятся в основном на северо-востоке КНР.
Для экономики Китая характерна общемировая тенденция снижения доли сельскохозяйственной продукции в ВВП страны, причем в 1990—1995 гг. это падение было скачкообразным, а затем стало плавным: 42,4 % в 1990 году, 19,7 % в 1995 году, 15,2 % в 2001 году, 11,3 % в 2008 году.

## Добывающая промышленность
За последние 20-30 лет в стране была создана, возможно, самая мощная горнодобывающая промышленность в мире.
Китай лидирует в мире по добыче угля, железных, марганцевых, свинцово-цинковых, сурьмяных и вольфрамовых руд, а также древесины. На территории КНР ведётся в значительных масштабах добыча также нефти, газа, урана.
В Китае находится 37 % мировых запасов редкоземельных металлов (молибден, ванадий, сурьма); в результате значительных инвестиций в 1980-х годах в добычу этих ископаемых сегодня Китаю принадлежат 95 % их мировой добычи.

### Нефтедобыча
На нефтедобывающую промышленность в Китае приходится 21 % производства топливно-энергетических ресурсов; нефть обеспечивает около 16 % валютных поступлений от экспорта.
Добыча нефти — 186,7 млн тонн в 2007 (162,6 млн тонн в 2000) (см. Список стран по добыче нефти); главным образом малосернистая, около 1/5 — тяжёлая нефть. Свыше 2/3 объёмов добычи приходится на северо-восточные и северо-западные районы страны; около 15 % нефти добывают на шельфе залива Бохай Жёлтого моря, а также в Южно-Китайском море. В стране работает более 32 предприятий по добыче нефти, общие ее запасы составляют 64 млрд тонн.
По состоянию на 2007 год насчитывается до 600 нефтепромыслов (576 в 2005). Крупнейшие нефтепромыслы Китая:
- Дацинские нефтепромыслы, расположены на северо-востоке Китая на равнине Сунляо, провинции Хэйлунцзян — около 40 млн тонн (свыше 1/5 общего объёма добычи в 2007)
- Нефтепромыслы Шэнли, расположены в нижнем течении реки Хуанхэ (провинции Шаньдун) — 28 млн тонн
- Ляохэ (провинции Ляонин — 12 млн тонн
- Карамай (старейшее из разрабатываемых в стране нефтяных месторождений), расположено в Синьцзян-Уйгурском автономном районе — около 12 млн тонн (в 2007 году)

Растут объёмы добычи нефти на северо-западе Китая, а также в провинциях Шэньси, Цинхай и Ганьсу.
Китай — 2-й в мире (после США) потребитель сырой нефти (349,8 млн т в 2006; 223,6 млн т в 2000), а также её нетто-импортёр (с 1993). Чистый импорт (импорт минус экспорт) нефти 159,3 млн т (2007), или ок. 46 % всего объёма потребления; по прогнозам, к 2020 степень зависимости от внешних поставок возрастёт до 60 %. Основные поставщики нефти — Иран, Саудовская Аравия, Ангола, Россия, Оман.

### Добыча газа
Добыча природного горючего газа (в том числе попутно из нефтяных месторождений) 117,1 млрд кубометров (2007; 27,2 млрд кубометров в 2000). Предпринимаются усилия для ускоренного роста объёмов добычи с целью повышения доли природного газа в структуре энергопотребления страны (до 5,3 % в 2010; 10 % в 2020).
Основные районы добычи:
- Провинция Сычуань (40 %),
- Синьцзян-Уйгурский автономный район (28 % общего объёма в 2006; Таримский нефтегазоносный бассейн и др.),
- Шэньси (14 %) и др.

Природный газ добывают также на шельфе Южно-Китайского моря. Главная проблема отрасли — территориальный разрыв между основными районами добычи горючих газов (на западе страны) и потребления (главным образом в восточных районах Китая). Для решения проблемы дефицита горючих газов (возник в 2008) началось создание припортовых комплексов приёмки и регазификации импортного сжиженного природного газа. По использованию горючих газов угольных шахт (метана и др.) Китай уступает лишь США.

### Добыча угля[8]
Уголь — основной источник энергии в индустриальном секторе, в первую очередь — в производстве стали. В 2010 году объём добычи составил 3,2 млрд тонн, вдвое больше, чем в США (второго по величине производителя угля).
Главная проблема удовлетворения внутреннего спроса в энергоресурсах за счёт угля заключается в рассредоточенности его месторождений по всей стране.
Доказанные запасы угля в Китае, по состоянию на начало 2016 г., составляли 114,5 млрд т. Руководство страны в 2016 г. намеревается закрыть более тысячи шахт суммарной мощностью добычи 60 млн т в год с целью избежать переизбытка предложения на рынке. Добыча ведется на территории 27 регионов, эксплуатируется 10,7 тыс. шахт и разрезов, из них 90 % приходится на объекты малой мощности. Главным угледобывающим регионом является провинция Шаньси.
| Год              | 2010    | 2011    | 2012    | 2013    | 2014    | 2015    |
| ---------------- | ------- | ------- | ------- | ------- | ------- | ------- |
| Объем (млн тонн) | 3 428,4 | 3 764,4 | 3 945,1 | 3 974,3 | 3 873,9 | 3 747,0 |

Угольная промышленность Китая фрагментирована: на три крупнейшие государственные компании приходится лишь 15 % национальной добычи угля. «Shenhua Coal», крупнейшая угольная компания мира, в 2015 г. добыла 7,5 % всего угля в Китае. В отрасли действуют тысячи мелких компаний, принадлежащих городским и сельским администрациям, на которые приходится около 40 % добычи угля в стране. Проводится политика, направленная на консолидацию отрасли и закрытие мелких неэффективных предприятий.
Китай является крупным нетто-импортером угля.
Крупнейшими экспортными портами Китая, обрабатывающими угольные грузы, являются Циньхуандао, Тангшан и Кангжоу. Основные порты, обслуживающие импорт угля, расположены на юге страны в провинции Гуандун.
| Год                | 2010  | 2011  | 2012  | 2013  | 2014  | 2015  |
| ------------------ | ----- | ----- | ----- | ----- | ----- | ----- |
| Экспорт (млн тонн) | 19,0  | 14,7  | 9,1   | 7,3   | 5,6   | 5,2   |
| Импорт (млн тонн)  | 164,5 | 182,4 | 234,2 | 266,7 | 266,7 | 155,9 |

## Обрабатывающая промышленность
- Химическая промышленность КНР (см. Химическая промышленность): Китайская нефтяная и химическая корпорация (Sinopec)

### Нефтепереработка
Нефтепереработка — одна из наиболее быстро развивающихся отраслей промышленности Китая. Наиболее крупные заводы по переработке нефти расположены в провинциях Хэйлунцзян, Шаньдун, Даган, Юймэнь, Цайдам, а также в слаборазвитых районах нередко вдали от центров нефти потребления.
Мощность нефтеперерабатывающих заводов (НПЗ) 7029 тыс. барр./сут в 2006 (5407 в 2000); произ-во нефтепродуктов 195 млн тонн.

### Металлургия
КНР является крупнейшим в мире производителем стали. Интенсивный рост чёрной металлургии в Китае в начале XXI века вызвал появление десятков новых крупных центров выплавки стали мирового значения. В частности, гигантский узел чёрной металлургии сложился вокруг Таншаня. В одной провинции Хэбэй выплавляется больше стали, чем в США.

## Машиностроение
Быстрыми темпами развивается машиностроение: общее, тяжёлое, энергетическое (в том числе атомное), станкостроение, производство промышленного оборудования, транспортное, сельскохозяйственное, судостроение, автомобильная, электронная, авиационно-космическая промышленность. 

Крупнейшими центрами машиностроения являются Шанхай, Харбин, Пекин, Шэньян, Тяньцзинь, Далянь, Чунцин, Нанкин, Гуаньчжоу, Циндао, Чжэнчжоу, Сиань, Чэнду и др.
Усиление позиций Китая в качестве ведущей машиностроительной державы выразилось и в резком повышении его удельного веса в мировой торговле продукцией данной отрасли. Этот показатель всего за 12 лет вырос с 3 % (2000) до 13 % (2012) (доля США в мировой торговле за тот же период снизилась с 25 до 17 %, а Японии — с 21 до 16 %, лишь позиции Европейского союза остались достаточно прочными: на него в конце 2000-х годов приходилось 37 % глобальной торговли машиностроительной продукцией, что на три процентных пункта выше уровня 2000 года).

### Судостроение
Общий объем судостроения Китая в водоизмещающем исчислении за 2017 год составил, по данным Министерства промышленности и информатизации КНР, 42,68 млн дедвейт-тонны (что на 20,9 % больше по сравнению с 2016 годом).
Страна занимает первое место в мире по числу построенных судов, за тот год.
В 2018 году: 41,9 % общего числа построенных по всему миру кораблей, 44,6 % сделанных за прошедший год мировых заказов судостроения и 45,5 % мировых заказов на будущие годы.
В марте 2019 года китайская компания China General Nuclear Power Group была назначена разработчиком первого китайского атомного ледокола (до этого страной надводные корабли с атомной силовой установкой не проектировали и не строили, но было создано несколько атомных субмарин).

### Автомобилестроение
Автомобильная промышленность Китая имеет немногим более чем полувековую историю.
С начала 1990-х годов она развивается очень высокими темпами.
С 2009 года КНР является крупнейшим авторынком в мире и крупнейшим автопроизводителем в мире, ежегодно выпускающем в последние годы автомобилей больше, чем следующие два автопроизводителя (США и Япония) вместе взятые, или больше, чем все страны Евросоюза вместе взятые.
Китай в настоящее время способен производить полную линейку автомобильной продукции. Потребности внутреннего рынка Китая в автомобилях в настоящее время почти целиком обеспечиваются собственным производством, импорт составляет 9-10 % от объема продаж, хотя еще в начале 90-х рынок был поделен поровну между импортом и внутренним производством.
Производство легковых автомобилей в Китае на 90 % обеспечивается совместными предприятиями с иностранными производителями, такими как Volkswagen, Toyota, Peugeot, Citroen, Honda, Renault, Nissan, BMW. Основными китайскими компаниями являются FAW, SAIC и Dongfeng. К концу ноября 2006 года Китай имел в общей сложности 6322 автомобильных предприятия.
В Китае созданы самые крупные в мире на настоящее время (2015) автокраны:
Zoomlion ZACB01 (грузоподъёмность 2000 т, 8-секционная телескопическая стрела длиной 106 метров) и
XCMG XCA5000 (грузоподъёмность 1600 т, телескопическая стрела длиной 105 метров, с консольным удлинителем — 165,5 м).

### Двигателестроение
Авиационное:
Сегодня в мире существует лишь пять стран, способные производить авиадвигатели мирового класса, среди них — Китай (помимо США и Великобритании, а также Франция и Россия).
На сегодня в КНР эксплуатируется не меньше 13 различных типов двигателей производства украинского «Мотор Сич», однако руководство страны не устраивает зависимость в сфере строительства авиадвигателей и разными способами стремится сократить отставание в этой важной для себя сфере.
- WP-7[англ.] (копия советского Р-11Ф-300)
- WS-10[англ.] (стоит на Chengdu J-10)
- турбовентиляторный Guizhou WS-13[англ.]
- FWS10-118, для замены российских Д-30КП-2 на Y-20 (остался в стадии разработки)
- турбовентиляторный WS-20[англ.], для замены российских Д-30КП-2, испытывается с 2020 года[16]
- CJ-1000A[англ.] (впервые продемонстрирован в 2011 г., официальный запуск на полных оборотах в 2018 г., на 2023 г. проходит летные испытания; планируется устанавливать на Comac C919)[17]

В конце 1995 г. был сдан в эксплуатацию стенд для высотных испытаний двигателей (первый не только в Китае, но и в Азии), КНР стала пятой страной после США, России, Великобритании и Франции, имеющей высотный испытательный стенд такого масштаба. На этом стенде были протестированы более 20 моделей двигателей, созданных в Китае.
Судовое:
Китайская промышленность приближается к известным мировым производителям во многих сферах, что в полной мере относится и к такой продукции, как судовые дизельные двигатели.
Предприятия в КНР выпускает двигатели, аналоги немецкими дизелям от MTU, также аналог линейки ведущего мирового производителя Isuzu (агрегаты предназначены в основном для судов маломерного флота; они не только поступают на внутренний рынок, но и успешно идут на экспорт, пользуясь большим спросом в Польше, Норвегии, Голландии и Швеции). Двигатели производства КНР закупаются (ввиду санкций Запада) и Россией, для установки на новейшие суда ВМФ. 

Компания Weichai (Weichai Power) входит в десятку крупнейших промышленных предприятий Китая и в национальный ТОП-3 компаний, выпускающих среднеоборотные судовые двигатели, в ее портфель входят и высокооборотные дизели, а с недавного времени начато производство газовых двигателей собственной разработки.
Yuchai Machinery Company (входит в холдинг China Yuchai International) является самым крупным производителем дизель-генераторных установок, судовые дизельные двигатели компании занимают половину рынка подобной продукции в стране.
Ракетное:
Для свой ракетной и космической программ КНР производит широкую номенклатуру как жидкостных, так и твердотопливных ракетных двигателей.
Также, специалисты CASC провели успешные испытания самого мощного в стране трехсекционного твердотопливного ракетного двигателя гражданского назначения, испытывается твердотопливный двигатель с наибольшей тягой в мире (тяга 500 тонн, диаметр 3,5 метра), для дальнейшей разработки ракет-носителей тяжёлого класса; ведутся исследования в области разработки пятисекционного ракетного двигателя диаметром 3,5 метра с максимальной тягой более 1 тысячи тонн.

### Аэрокосмическая промышленность
Авиапром
Aviation Industry Corporation of China (AVIC) — государственный авиапромышленный гигант с сотнями тысяч сотрудников и обширными интересами в смежных отраслях промышленности.
Китай собирается заняться пассажирским авиастроением — там имеется колоссальная потребность в этом виде авиатехники.
см. Список самолётов и вертолётов Китайской Народной Республики
Космическая промышленность
С 2003 года Китай стал третьей в мире космической сверхдержавой, самостоятельно проводящей пилотируемые полёты. С 2010 года, уступая только России, Китай ежегодно производит больше космических запусков, чем США.
Китай стал третьей страной, пославшей на Луну луноход (2013), также — вернувшей КК на Землю с Луны (2014).

## Высокие технологии
В районе Хайдянь, севернее Пекина, создана китайская «Кремниевая долина», а в ряде крупных городов — также современные национальные индустриально-технологические парки.
С 2005 года Китай уверенно лидирует в мире в целом по объёмам высокотехнологичного экспорта (см. книгу)
В области информационных технологий акцент делается на создание технологий, обеспечивающих существенное усовершенствование и широкое использование в начале следующего столетия «интеллектуальных» систем ЭВМ.
- Министерство информационной промышленности Китая

В области биотехнологии исследования и разработки направлены на резкое увеличение продовольственных ресурсов, освоение новых и возобновление старых энергетических источников, предупреждение и лечение тяжелых болезней, развитие безотходных производств и сокращение вредных выбросов в окружающую среду.
Ведутся исследования в области совершенствования современной техники измерений, вычислений и связи, прогнозов погоды; техники разведки полезных ископаемых и обработки данных разведки, контроля качества и степени загрязнения лесных, сельскохозяйственных и промышленных продуктов.
Робототехника:
С 2016 года количество промышленных роботов в КНР ежегодно растет на 15 %, сейчас в Китае на 10 тысяч рабочих приходится 246 роботов (вдвое больше, чем в среднем по миру).
Большинство китайских роботов производятся с использованием технологий, разработанных на Западе. Китайское правительство ставит целью не только полностью локализовать производство, но и наладить экспорт роботов из Китая в другие страны и официально объявил о стратегии «умного производства»: до 2025 года страна должна стать глобальным центром инноваций в области робототехники; к 2025 году роботы будут внедрены на 70 % китайских крупных заводах.

### Электронная промышленность
Подавляющее большинство всех компонентов современной электроники (как радиодетали, так и компьютерные компоненты — материнские платы, видеокарты и тп. и периферия), как мобильной так и стационарной техники — производятся в Китае. Почти все именитые бренды (Apple, Dell, HP и пр.), кроме южнокорейских, — изготовляются (а зачастую и разрабатываются) в Китае.
Во множестве создаются и изготовляются и собственные модели электронных устройств (зачастую не хуже по потребительским качествам, правда зачастую уступающие в надежности и стабильности работы). Также, обширная индустрия копий, подделок и контрафакта, под мировые бренды.
С 2004 года Китай уверенно лидирует в мире по объёмам экспорта офисного и телекоммуникационного оборудования. Сектор средств связи и телекоммуникаций — один из самых больших и наиболее динамично развивающихся на китайском рынке электронной техники. Особенно высокие темпы прироста продаж наблюдаются для мобильных систем связи.
В XXI веке Китай становится законодателем рынка смартфонов и компьютеров, символы этого — известные компании Lenovo, Huawei, ZTE, Meizu, Xiaomi и др.
также см. Шэньчжэнь#Промышленность

## ВПК
Военно-промышленный комплекс (ВПК) КНР производит все виды оружия, включая термоядерное.
Строит подводные лодки с баллистическими ракетами (см. Подводные лодки ВМС Китая).
Китай достроил купленный у Украины советский авианосец и построил авианосец по своему проекту.
Производит для себя и на экспорт военные самолёты (напр., Chengdu FC-1 Xiaolong) и ракетное оружие, включая и межконтинентальные баллистические ракеты (см. Дунфэн (ракета)).
В большом количестве производит (в том числе на экспорт) стрелковое оружие, ПТРК, ПЗРК, РСЗО (напр., Тип 63).
В 2019 г. китайские компании впервые вошли в рейтинг 100 самых крупных военно-промышленных поставщиков по версии Defense News, обогнав российские предприятия; в рейтинге находятся восемь компаний, а в первую десятку входят такие китайские компании, как AVIC (Aviation Industry Corporation of China), Norinco (China North Industries Group Corporation Limited) и CASIC (China Aerospace Science and Industry Corporation).